# Ван ден Бемден, Морис
Морис ван ден Бемден (нидерл. Maurice van den Bemden; 1898 — неизвестно) — бельгийский теннисист и хоккеист на траве, полевой игрок. Бронзовый призёр летних Олимпийских игр 1920 года.

## Биография
Морис ван ден Бемден родился в 1898 году.
В 1920 году вошёл в состав сборной Бельгии по хоккею на траве на летних Олимпийских играх в Антверпене и завоевал бронзовую медаль. Играл в поле, провёл 3 матча, мячей (по имеющимся данным) не забивал.
Также участвовал в теннисном турнире той же Олимпиады. В одиночном разряде стартовал с 1/16 финала, где проиграл Луи Реймонду из Южно-Африканского Союза — 5:7, 1:6, 6:4, 1:6. В парном разряде бельгийский дуэт ван ден Бемдена и Эжена Грисара в 1/16 финала проиграл французам Даниэлю Лоутону и Жан-Пьеру Самазёю — 4:6, 2:6, 3:6.
В 1922—1923 годах участвовал в чемпионате мира по теннису на твёрдых кортах. В 1922 году добрался до четвертьфинала.
О дальнейшей жизни данных нет.